# Stefan Umiastowski
Stefan Umiastowski (ur. 13 sierpnia 1895 w Warszawie, zm. po 1933) – porucznik kawalerii Wojska Polskiego, działacz niepodległościowy.

## Życiorys
Urodził się 13 sierpnia 1895 w Warszawie, w rodzinie Filipa (1859–1923) i Florentyny z Arabskich (1860–1922). Był młodszym bratem Romana (1893–1982), podpułkownika dyplomowanego piechoty Wojska Polskiego.
Służył w  5 pułku strzelców konnych w Tarnowie. 3 maja 1922 został zweryfikowany w stopniu podporucznika ze starszeństwem od 1 czerwca 1919 i 3. lokatą w korpusie oficerów jazdy (od 1924 – kawalerii). 12 lutego 1923 prezydent RP awansował go z dniem 1 stycznia 1923 na porucznika ze starszeństwem z 1 grudnia 1920 i 5. lokatą w korpusie oficerów jazdy. W styczniu 1926 został przydzielony z 5 psk do szwadronu pionierów 5 Samodzielnej Brygady Kawalerii w Krakowie na stanowisko młodszego oficera szwadronu. W sierpniu tego roku został przeniesiony do 8 pułku ułanów w Krakowie z pozostawieniem na zajmowanym stanowisku w szwadronie pionierów 5 SBK, który w 1930 został przemianowany na 5 szwadron pionierów. W listopadzie 1932 został zwolniony z zajmowanego stanowiska i oddany do dyspozycji dowódcy Okręgu Korpusu Nr V, a z dniem 30 kwietnia 1933 przeniesiony w stan spoczynku.

## Ordery i odznaczenia
- Krzyż Niepodległości – 16 marca 1933 „za pracę w dziele odzyskania niepodległości”[17][1][18]